# La Mante religieuse (film, 1978)
Pour les articles homonymes, voir Mante religieuse (homonymie).
Pour plus de détails, voir Fiche technique et Distribution.
La Mante religieuse (螳螂, Tang lang) est un film hongkongais réalisé par Liu Chia-liang, sorti en 1978. Bien que le titre original en anglais et le titre français lors de sa sortie comportent le nom Shaolin, il n'est pas question du monastère dans l'histoire.

## Synopsis
Recruté par les Mandchous sous la menace, le jeune lettré Wei Feng doit espionner une famille de conspirateurs soutenant les Ming. Cependant, la fille de la maison, la jeune et espiègle Zhi-zhi, tombe amoureuse de Feng et finit par l'épouser pour le sauver de la mort lorsqu'il est démasqué. N'oubliant pas pour autant sa mission, Feng décide d'aller faire son rapport, mais se retrouve rapidement piégé par sa belle-famille.

## Fiche technique
- Titre : La Mante religieuse (DVD) ; La Légende de Shaolin (projection française en 1983)
- Titre original : 螳螂, Tang lang
- Titre anglais : Shaolin Mantis
- Réalisation : Liu Chia-liang
- Scénario : Szeto An
- Société de production : Shaw Brothers
- Pays d'origine : Hong Kong
- Format : Couleurs - 2,35:1 - Mono - 35 mm
- Genre : Film d'action, drame
- Durée : 96 minutes
- Dates de sortie :

 Hong Kong : 28 juin 1978
 France : 6 avril 1983

## Distribution (selon l'ordre et la graphie du générique)
- David Chiang (VF : Jacques Bernard) : Wei Feng
- Lily Li : mère de Zhi-zhi
- Liu Chia-yung : grand-père de Zhi-zhi
- Huang Hsing-hsiu : Tian Zhi-zhi
- Norman Chu : 4e oncle
- Frankie Wei : L'Empereur
- Wilson Tung : 3e oncle
- Lee Hoi-sang : combattant mongolien
- Liu Chia-hui : moine qui affronte Wei Feng au début du film